# Ophioblenna
Ophioblenna is een monotypisch geslacht van slangsterren uit de familie Ophiomyxidae. De wetenschappelijke naam van het geslacht werd in 1859 voorgesteld door Christian Frederik Lütken.

## Soorten
- Ophioblenna antillensis Lütken, 1859[1]